# Hachhausen
Hachhausen ist ein statistischer Bezirk der nordrhein-westfälischen Stadt Datteln im Kreis Recklinghausen. Zu Hachhausen wird auch Im Winkel und die Bauerschaft Hachhausen gezählt. Mit 6263 Einwohnern (ohne Im Winkel und Bauerschaft Hachhausen) ist er der bevölkerungsreichste Bezirk der Stadt.

## Geographie
Im Uhrzeigersinn (nördlich beginnend) grenzt der statistische Bezirk an die Dattelner Bauerschaft Bockum und im Nordosten an die Dattelner Bauerschaft Klostern. Im Osten grenzt die Dattelner Stadtmitte, im Südosten die Beisenkampsiedlung, im Süden der statistische Bezirk Hagem und im Südwesten die Dattelner Bauerschaft Hagem.

## Geschichte
In Hachhausen lag eine Außenschachtanlage der Zeche Emscher-Lippe.

## Verkehr
Wie die gesamte Stadt Datteln ist auch Hachhausen an das Vestische Straßenbahnnetz angeschlossen. Die Linien SB 24, 232 und der Nachtexpress NE4 binden den Stadtteil an.
| Linie | Verlauf | Takt (Mo–Fr) |
| ----- | --- | ------------ |
| SB24  | Recklinghausen Hbf – Campus Blumenthal – Oer-Mitte – Oer-Erkenschwick Berliner Platz – Rapen – Im Winkel – Hachhausen – Datteln Bus Bf – Holthausen – Waltrop Rathaus – Am Moselbach – Dortmund-Mengede Bf | 30 min       |
| 232   | Recklinghausen Hbf – Ostviertel – Groß-Erkenschwick – Oer-Erkenschwick Berliner Platz – Rapen – Im Winkel – Hachhausen – Datteln Bus Bf                                                                    | 30 min       |
| NE4   | Linie nicht in Betrieb | -            |

## Gewässer
Südlich von Hachhausen, an der Grenze zu Hagem, fließt der Dattelner Mühlenbach.

## Bildung
Das Berufskolleg Ostvest, das Comenius-Gymnasium und die Wolfhelm-Gesamtschule (Teilstandort) stehen in Hachhausen. Bis ins Jahr 2023 gab es hier zusätzlich noch die Hauptschule Hachhausen.